# Аромас (Каліфорнія)
Аромас (англ. Aromas) — переписна місцевість (CDP) в США, в округах Монтерей і Сан-Беніто штату Каліфорнія. Населення — 2708 осіб (2020).

## Географія
Аромас розташований за координатами 36°52′29″ пн. ш. 121°37′51″ зх. д. / 36.87472° пн. ш. 121.63083° зх. д. (36.874753, -121.630730).  За даними Бюро перепису населення США в 2010 році переписна місцевість мала площу 12,29 км², з яких 12,27 км² — суходіл та 0,03 км² — водойми.

## Демографія
Згідно з переписом 2010 року, у переписній місцевості мешкало 2650 осіб у 884 домогосподарствах у складі 696 родин. Густота населення становила 216 осіб/км².  Було 923 помешкання (75/км²).
Расовий склад населення:
| - 75,0 % — білих - 1,8 % — азіатів - 1,4 % — корінних американців - 0,6 % — чорних або афроамериканців - 0,2 % — вихідців з тихоокеанських островів - 15,1 % — осіб інших рас |

До двох чи більше рас належало 5,9 %. Частка іспаномовних становила 34,9 % від усіх жителів.
За віковим діапазоном населення розподілялося таким чином: 23,4 % — особи молодші 18 років, 66,1 % — особи у віці 18—64 років, 10,5 % — особи у віці 65 років та старші. Медіана віку мешканця становила 42,2 року. На 100 осіб жіночої статі у переписній місцевості припадало 102,0 чоловіків;  на 100 жінок у віці від 18 років та старших — 100,3 чоловіків також старших 18 років.
Середній дохід на одне домашнє господарство  становив 91 428 доларів США (медіана — 76 970), а середній дохід на одну сім'ю — 93 153 долари (медіана — 90 469). Медіана доходів становила 61 250 доларів для чоловіків та 46 005 доларів для жінок. За межею бідності перебувало 11,5 % осіб, у тому числі 17,1 % дітей у віці до 18 років та 16,6 % осіб у віці 65 років та старших.
Цивільне працевлаштоване населення становило 1231 осіб. Основні галузі зайнятості: освіта, охорона здоров'я та соціальна допомога — 24,0 %, сільське господарство, лісництво, риболовля — 12,7 %, виробництво — 11,5 %.